# Hanshantempel

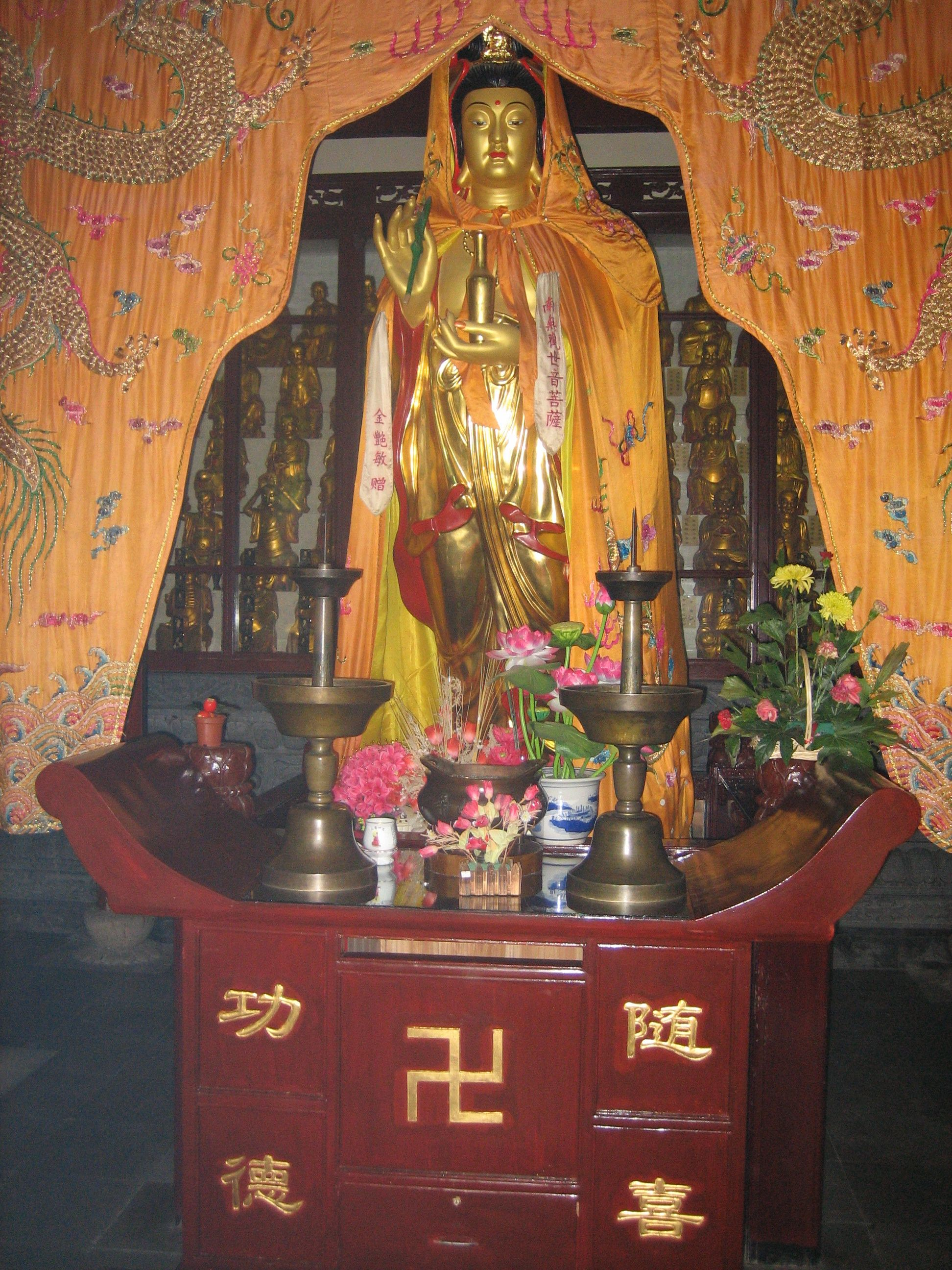
Guanyinbeeld in de Hanshantempel

Hanshantempel is een boeddhistische tempel en klooster in Suzhou (Jiangsu), China. Het ligt in het dorp Fengqiao, die vijf kilometer ten westen van de oude stad Suzhou ligt.
Er wordt geloofd dat de Hanshantempel tijdens de Tianjiantijdperk (502-519) van keizer Wu van Liang is gebouwd. De huidige naam van het klooster komt van Hanshan, de legendarische monnik en dichter. Men zegt dat Hanshan en zijn leerling Shide in dit klooster waren tijdens de regeerperiode van keizer Tang Taizong van de Tang-dynastie (627-649). Hanshan was daar toen de hoogste monnik.